# Hypodryas sajana
Hypodryas sajana är en fjärilsart som beskrevs av Bang-haas 1930. Hypodryas sajana ingår i släktet Hypodryas och familjen praktfjärilar. Inga underarter finns listade i Catalogue of Life.